# Frankrikes historia
Frankrikes historia utmärks av landets inre motsättningar och dess konflikter med sina grannländer. En tusenårig konsolideringsperiod föregick den egentliga statsbildningen och med sitt centrala läge i Europa har Frankrike varit involverat i återkommande krig mot alla sina grannländer. Även Frankrikes inre konflikter och politiska omvälvningar har haft mycket stor inverkan på resten av världen. I den franska politiken har genom historien regioner stått mot regioner, religion mot religion, kyrka mot stat, kungar mot påvar, stat mot individer, landsbygd mot stad och det brukar sägas att Frankrike skapades trots sig självt, att alla fransmän älskar sitt land men samtidigt anklagar alla landsmän för att inte göra det. Det beror delvis på att många regioner under lång tid delat gemensam historia, kultur, dialekter eller språk med sina grannländer. Till exempel Haut-de-France regionen, Alsace och Lorraine i norra Frankrike. Kolonialism har också haft en stor betydelse för Frankrike under 1900-talet och även dess nuvarande statsbildning är resultatet avec kolonialism. 

## Förhistorisk tid

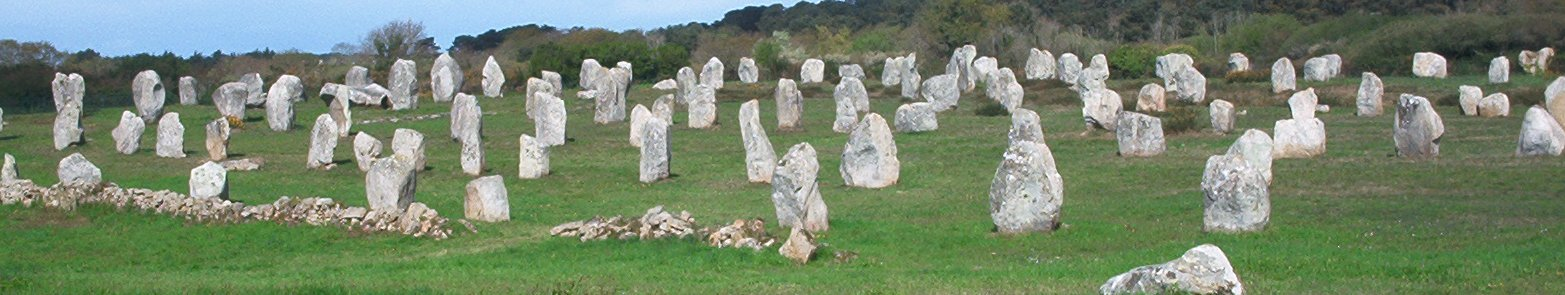
Menhirer i Carnac.

Stenverktyg upptäcktes vid Chilhac (1968) och Lézignan-la-Cèbe 2009 som tyder på att förhistoriska människor kan ha funnits i Frankrike redan för 1,6 miljoner år sedan.
För omkring 25 000 år sedan fanns det i nuvarande Frankrike samhällen som framställde konst och enkla flintredskap. 
Många 15 000 år gamla grottmålningar, som bilderna av verklighetstrogna djur i Lascaux, finns i Montignac i Dordogne. Typiskt för dessa målningar är avsaknaden av människogestalter. Sådana förekommer endast som statyetter av kvinnor med stora bröst.
Betydligt rikligare blir spåren i form av lerkärl och byggnader efter människorna som levde där för 12 000 år sedan (yngre stenålder). 
Lämningar i till exempel Cys-la-Commune, Berry-au-Bac och Carnac tyder på att det redan omkring 5000 f.Kr. uppstått fasta bosättningar, enkla sociala hierarkier och någorlunda väl utvecklad religion. Berömda är de religiösa kultplatserna med sina menhir (stående stenar), cromlech (ringar av menhirer) och dolmen (stora flata stenar ovanpå menhirer). Dock kan ytterst få enskilda folkslag identifieras från denna period.
Mellan 4500–1000 f.Kr. började jordbrukssamhällen etableras kring Frankrikes alla fyra flodsystem, och efter dem finns det rikliga fynd, till exempel i Parisbäckenet, i Rhônedalen och i södra Languedoc. Dessa människor hade av allt att döma utvecklat ett politiskt och religiöst nätverk som bedrev handel med stora delar av kontinenten och till och med etablerade egna kolonier. 
Arkeologiska fynd tyder på att många boplatser, som varit bebodda sedan stenåldern och bronsåldern, övergavs i början av järnåldern omkring 850 f.Kr. varpå en socialt och militärt orolig tid följde.

### Det keltiska Gallien
Huvudartikel: Kelter

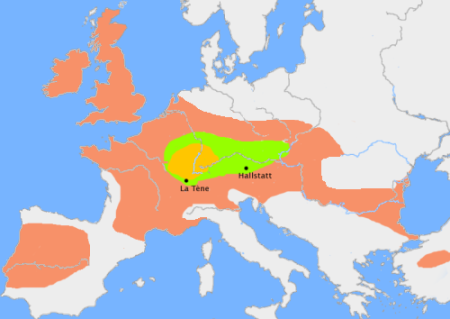
Kelternas utbredning i Europa mellan 800 och 400 f.Kr. Den gula arean visar kelternas ursprungliga utbredning, den gröna La Tene-kulturen samt den orangea arealen med möjligt keltiskt inflytande kring 400 f.Kr.

De första skrivna källor som omnämner det som sedermera blivit Frankrike är grekiska. Förutom historikern Thukydides beskrivning av den feniciska handelskolonin i Massalia (dagens Marseille) omkring 600 f.Kr. omnämns bara kimmerier i norr och ligurer i syd (möjligen i förhållande till Rhône) utan ytterligare geografisk information. 

Aristoteles är den som först omnämner kelterna (keltoi) mellan Rhône och Alperna omkring 350 f.Kr. och ger en föga insmickrande bild av ett krigiskt folk med barbariska seder. Vid denna tid expanderade kelterna långt utanför dagens Frankrike så långt som till Donaudeltat och dessa skrivna källor säger därför mycket lite om det kommande Frankrike. 
Kelterna började dock befolka Frankrike redan efter 1000 f.Kr. och mer är känt om kelterna än om något annat metallåldersfolk från denna tid, dels genom rika arkeologisk fynd i form av vapen, rustningar, verktyg och prydnadsföremål i guld och andra dyrbara metaller, men också genom spår av språk och bland annat grekiska och romerska beskrivningar av hur kelterna levde i ett väl utvecklat socialt system. I detta samhälle utgjorde böndernas arbete den viktigaste faktorn för välstånd, ett välstånd som kontrollerades av en krigaradel liknande den senare feodalismen. Karaktäristiskt är de relativt stora kungadömen som styrdes av denna krigararistokrati. Denna keltiska adel lät sig begravas med vapen och vagnar i bland annat Vix grav i Vix i Côte-d'Or i Burgund och i Hochdorf i nuvarande Baden-Württemberg. 
Den grekiske geografen Strabo har beskrivit ett handelssystem som omfattade hela Gallien och de södra delarna av England och keltiska gravar innehöll lyxföremål från runtom Medelhavet, i första hand Egypten, vilket ger en antydan om periodens omfattande handelsutbyte. 
Kelterna utövade en religion som såg olika naturformationer som heliga platser som var hem för naturandar. Ett prästerskap, druiderna, fungerade både som religiösa ledare och som medlare i konflikter mellan adliga ledare. Druiderna betraktade misteln som en symbol för livet och praktiserade människooffer.
Även om den keltiska kulturen på många sätt kunde mäta sig med den romerska, kunde den aldrig uppbringa samma enighet. Kelterna utgjorde aldrig ett enat folk utan stred lika ofta med varandra som de slogs mot andra.

## Antiken

### Det romerska Gallien
Huvudartikel: Gallien

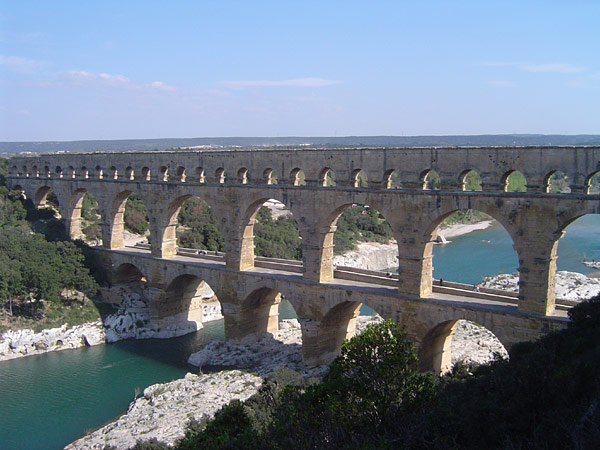
Akvedukten vid Pont du Gard

Gallerna var uppdelade i flera stammar som under lång tid levde på väl avgränsade områden, vilka ganska väl återspeglar de städer som romarna senare grundade och också ganska väl stämmer överens med dagens departementsgränser. Vid denna tid påverkades gallerna starkt av handelsförbindelserna med Massalia och Medelhavet men utgjorde ändå ett etniskt enhetligt och stabilt område. Romarna gjorde inte heller någon större åtskillnad mellan de olika folken i och kring dagens Frankrike. Även om de talade om belgae, cimbri, alemani, boii, marcommani eller averni innebar det i princip samma sak.
Roms närvaro i Gallien började omkring 200 f.Kr. och det var då frågan både om försvar mot gallisk plundring och expansion, och om en strategisk, romersk expansion över Alperna. Redan 121 f.Kr. hade det romerska Gallien utvidgats till att omfatta Vienne (strax söder om dagens Lyon) och Toulouse. Nya romerska städer som Aix, Arles och Nîmes förbands inom kort av romerska vägar och försågs med akvedukter som den i Pont du Gard. 59 f.Kr. anlände Julius Caesar till Gallien för att medla mellan gallerna och germanerna. Han utnyttjade snart sin roll till att utvidga Roms gränser och hans våldsamma framfart ledde 52 f.Kr. till ett folkligt uppror under hövdingen Vercingetorix snabbt slogs ner. Romaniseringen av Gallien gick därefter snabbt och gallerna tog snart till sig den nya tekniken, administrationen och kulturen. Nya städer som Narbonne, Lyon, Paris, Trier, Toulouse och Bordeaux grundlades och latin kom att allt mer ersätta keltiskan. Det vulgärlatin som talades av soldater och slavar blev grunden till dagens franska och vid de utbildningscentra som växte fram i Reims, Toulouse, Autun och Bordeaux verkade lärda som Eumenius och Ausonius.

### Barbarernas Gallien
Huvudartikel: Gallo-romersk kultur
Under 400-talet började det romerska riket att falla samman på grund av inre konflikter mellan de styrande kejsarna och generalerna och på grund av den invasion av plundrande germaner, goter och hunner som vällde fram över Europa. Gallien hade snart delats upp mellan olika barbariska folk: västgoter i Akvitanien, burgunder längs med Rhône och Saône, alemanner i Alsace, och franker väster om Rhen. Det som återstod av det romerska inflytandet vid denna tid var kristendomen, det alltmer vulgariserade latinet och ett nätverk av städer och vägar. Under biskop Martin av Tours kristnades snart den gallo-romerska aristokratin och i Gallien fanns snart 64 biskopsdömen som styrdes av 17 ärkebiskopar och det var ofta biskoparna som organiserade försvaret mot barbarerna och dömde vid tvister.

## Medeltiden
Huvudartikel: Frankrike under medeltiden

### Frankerna
Huvudartiklar: Franker, Merovinger, Karolinger

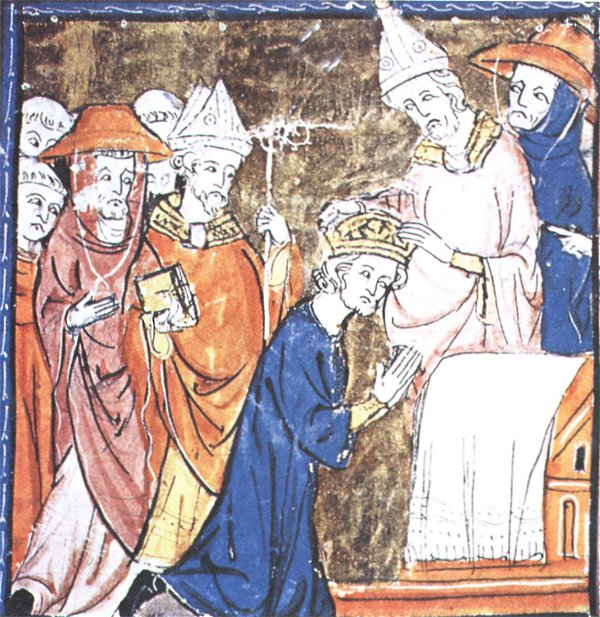
Karl den store kröns av Leo III

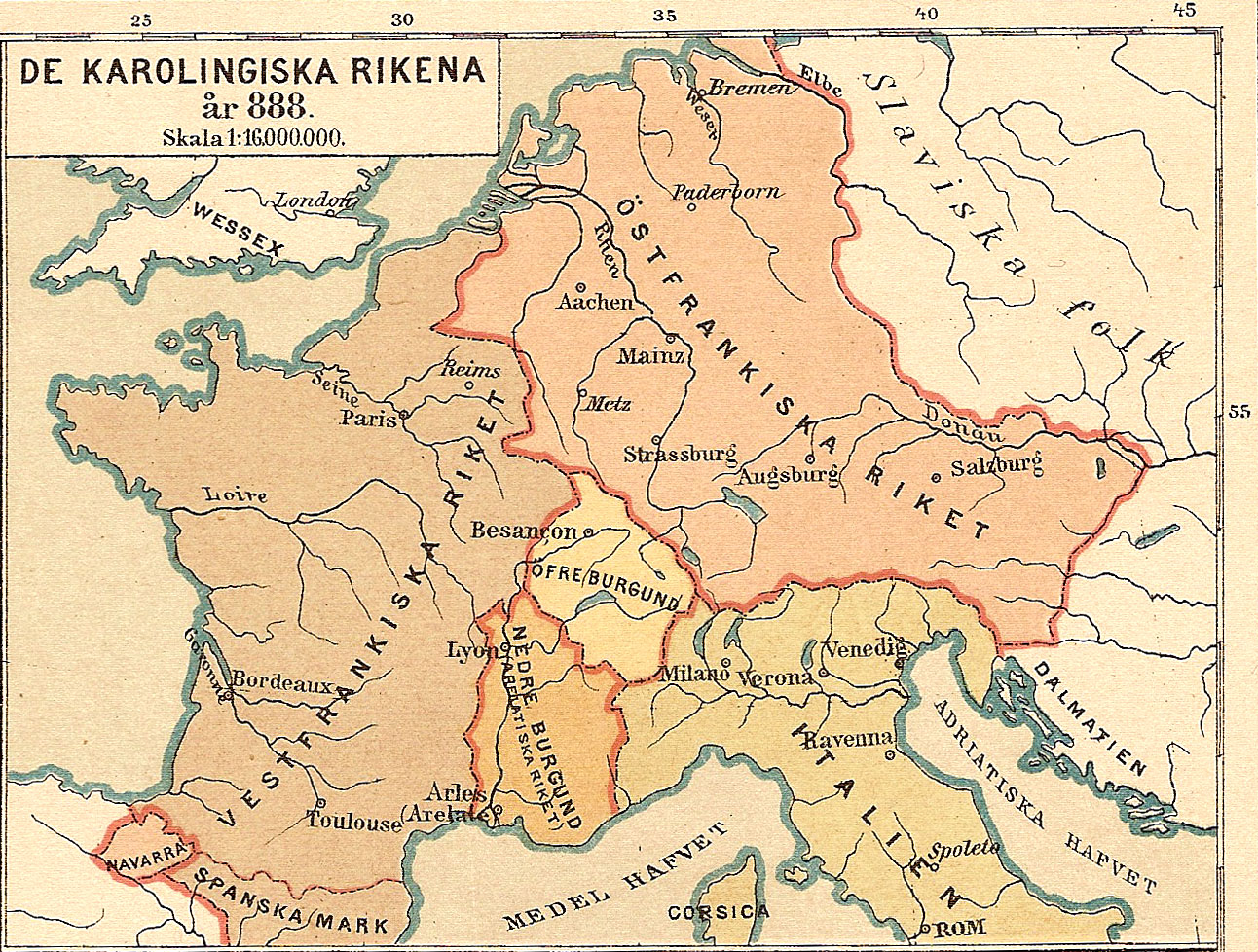
Historisk karta över de karolingiska rikena år 888

Med sin seger över Syagrius 486 erövrade Klodvig, ledare för de saliska frankerna i öst, de ännu romerska territorierna mellan floderna Loire och Somme omkring dagens Paris och därmed hamnade större delen av norra Frankrike under dennes regering. 498 antog han som förste germanske kung katolicismen och avsade sig arianismen som fortfarande var stark bland de germanska stammarna. Vid slaget i Vouillé 507 besegrade han, tillsammans med burgunderna, visigoterna och vid Klodvigs död 511 sträckte sig hans rike ner till Pyrenéerna. Klodvigs fyra söner delade enligt germansk sed sin fars rike mellan sig, liksom deras söner gjorde efter dem, och de ständiga striderna i det frankiska riket ledde till att kontrollen alltmer försköts från den merovingiska till den karolingiska ätten och 751 kunde Pippin den lille, son till Karl Martell, slutligen inta kungatronen.
Med Pippins son Karl den store utökades den karolingiska makten till att omfatta stora delar av Europa. 771 kom hela det frankiska riket under hans krona och till hans rike inkorporerades därefter Lombardiet 774 och Bayern 788. Han besegrade 796 avarerna på Donauslätten och undanträngde 801 muslimerna i Spanien ända ner till Barcelona innan han till slut lyckades underkuva saxarna 804. För att gengälda Karl den stores politiska stöd till påvedömet lät påven Leo III år 800 kröna Karl den store till romersk kejsare.
Under de sista åren av Karl den stores regeringstid började vikingar tränga in i rikets norra och västra delar. Efter Karls död 814 misslyckades hans tronarvingar att upprätthålla den politiska stabiliteten i landet och det en gång så mäktiga kejsardömet började falla samman. Ingenting kunde längre hindra vikingarnas fortsatta frammarsch; deras fruktade skepp visade sig allt längre upp på floderna Seine, Loire och andra vattendrag och de spred terror och ödeläggelse omkring sig. 843 mördade de biskopen i Nantes och några år senare brann kyrkan Saint Martin i Tours. Uppmuntrade av sina framgångar plundrade de Paris 845. Karl den enfaldige (898–922), vars rike omfattade större delen av dagens Frankrike, tvingades att till vikingar överlåta ett stort landområde kring Seines mynning, vilket senare kom att bli Normandie.
Det frankiska riket delades åter vid Ludvig den frommes död (Karl den stores son, kejsare 814–840), efter fördraget i Verdun 843. Det förenades åter 884–887 under Karl den tjocke varefter kejsartiteln övergavs i det som kom att bli det franska kungadömet.

### Capetingerna
Huvudartikel: Capetinger

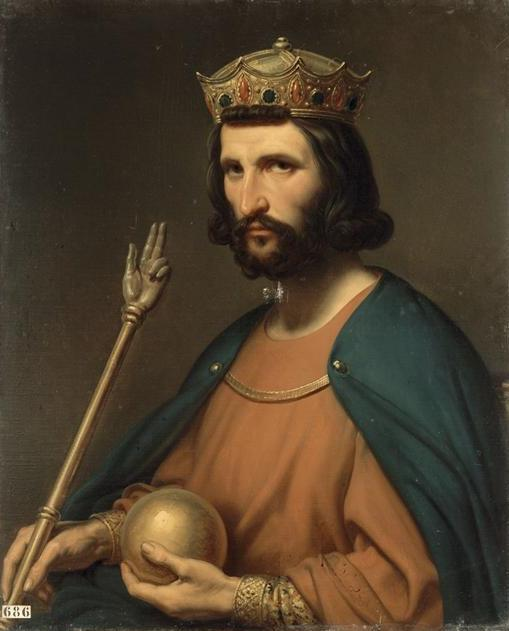
Hugo Capet, kung av Frankrike 987-996.

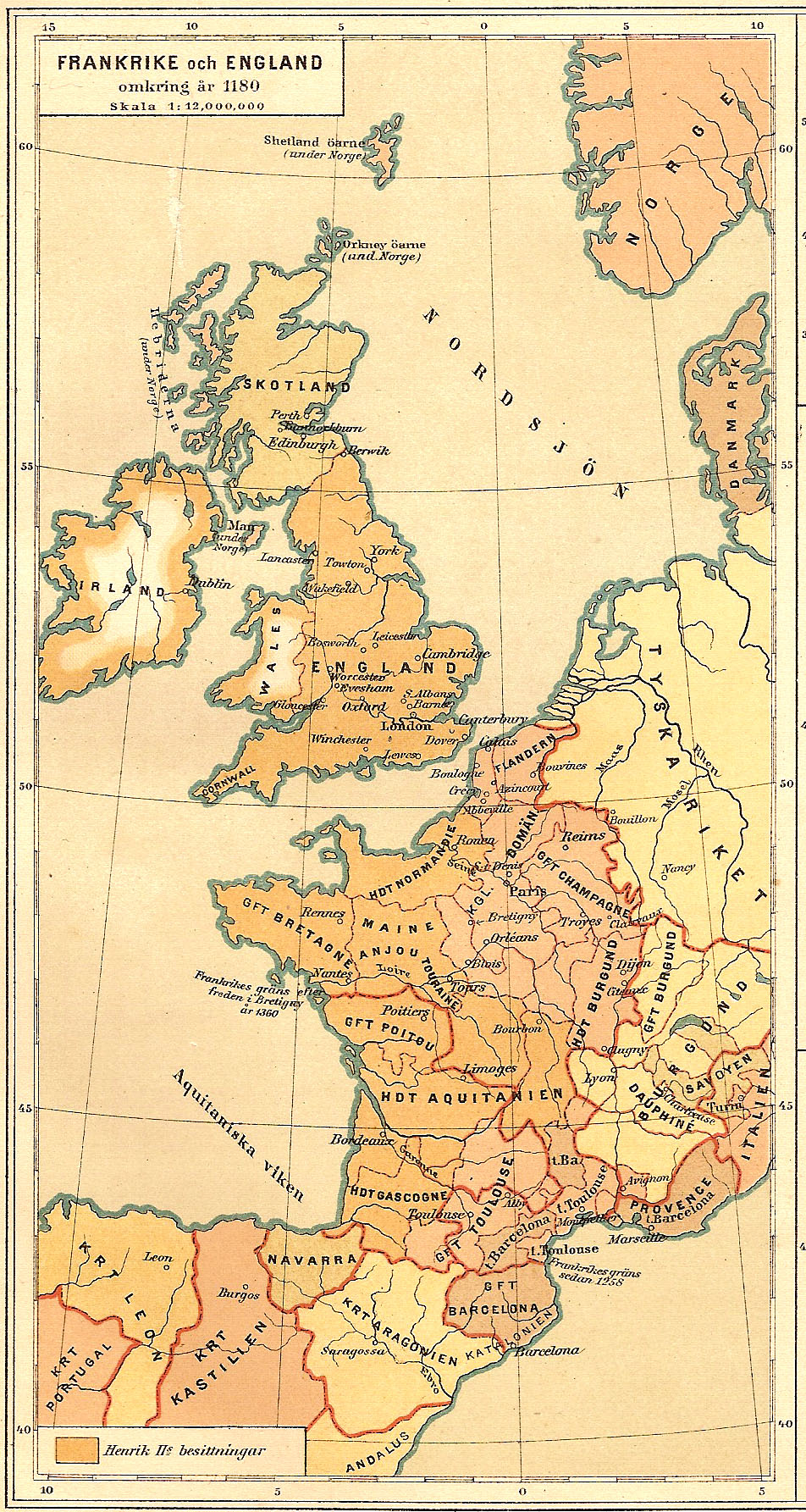
Detaljerad historisk karta över Frankrike och England runt år 1180 med den engelske kungen Henrik II:s besittningar markerade med orange

Senare delade karolingerna sina föregångares öde och efter en maktkamp mellan de två familjerna tillträdde Hugo Capet 987 tronen. Huset Capet, capetingerna, skulle, med sina grenar Valois och Bourbon, komma att styra Frankrike under de följande 800 åren.
Med början i den karolingiska eran och fortsättning under den capetingiska tog gradvis flera viktiga institutioner form vilka kom att få mycket stor betydelse under de sekler som följde: kronan tillerkände adeln den lokala, administrativa makten inom sina respektive domäner i utbyte mot deras (ibland mycket ringa) lojalitet och militära stöd. Denna nya ordning gjorde att den nya kungadynastin till en början hade direkt kontroll endast över ett område kring dagens Paris medan mäktiga makthavare som grevarna i Blois under 900- och 1000-talen genom äktenskap och olika arrangemang med den lägre adeln kunde kontrollera stora områden i resten av landet.
Det område kring Seines mynning som 911 avträddes till vikingahövdingen Rollo blev av särskilt stort intresse då hertig Vilhelm II av Normandie intog den engelska kungatronen 1066 och därmed, i England, blev likställd den franske kungen samtidigt som han nominellt fortfarande var underställd honom i Frankrike. Än värre blev det i och med den engelska successionen 1154 då den engelska tronen intogs av Henrik II av England som redan var greve av Anjou och hertig av Normandie innan han 1152 gifte sig med den nyskilda Eleonora av Akvitanien som tidigare var drottning och därmed fick kontroll över stora delar av västra och södra Frankrike. Det krävdes närmare ett sekel av återkommande krig innan den franske kungen 1204 kunde förvärva Normandie och till slut, med segern i Bouvines 1214, hade gjort slut på det engelska inflytandet i Frankrike.
Under 1200-talet inkorporerades ytterligare betydande landområden i södra Frankrike till kungens domän: 1209 års korståg mot albigensiska och katarska kättare förde nedre (1229) och övre (1271) Languedoc till den franska kronan. Filip IV:s anfall mot Flandern 1300 var mindre framgångsrikt och två år senare tvingades kungens riddare på flykt av flamländska styrkor vid slaget vid Courtrai ("Sporrslaget" vid staden Kortrijk)

### Huset Valois
Huvudartiklar: Valois, hundraårskriget, digerdöden
Utslocknandet av den capetingiska huvudgrenen 1328 ledde till att grenen Valois intog den franska tronen, men då Filip IV:s arvinge Edward III av England gjorde anspråk på tronen inleddes det tronföljdskrig som blivit känt som hundraårskriget. Seklet som följde kännetecknas av krig och bondeuppror, Wat Tylers revolt i England 1381 och la jaquerie i norra Frankrike 1358, men ledde också till att en nationell identitet tog form i båda länderna.
Franska förluster i krigets första skede 1337–1360 följdes av engelska förluster under det andra skedet 1369–1396. Henrik V av Englands förkrossande seger i slaget vid Agincourt 1415 över ett Frankrike som var splittrat mellan de bittert rivaliserande kungliga ätterna i Armagnac och Burgund ledde Henrik VI till den franska tronen genom fördraget i Troyes sju år senare, vilket reducerade huset Valois' inflytande till Frankrike söder om Loire.
Den franska förnedringen fick sitt slut 1429 då en ny nationell rörelse med bondflickan Jeanne d'Arc från Lorraine som frontgestalt såg dagens ljus. Vägledd av gudomliga röster ledde hon det krigståg som snabbt gjorde slut på den engelska belägringen av Orléans och ledde till Karl VIII:s trontillträde i Reims. Jeanne d'Arc togs tillfånga av burgundare som sålde henne till sina engelska bundsförvanter. Hon avrättades anklagad för kätteri 1431 vilket ytterligare stärkte hennes roll som fransk nationalsymbol.
Med försoningen mellan den franske kungen och Filip av Burgund 1435 försvann det största hindret för en fransk återhämtning: Paris återtogs 1436, Normandie 1450 och Guienne 1453 vilket reducerade den engelska närvaron i Frankrike till ett litet område kring Calais (förlorat 1558). Efter kriget kröntes Frankrikes roll som en mäktig nationell monarki med inkorporeringen av Burgund 1477 och Bretagne 1491.
Förlusterna som orsakats av det sekellånga kriget var enorma och förvärrades betydligt av digerdöden och en böldpestepidemi som kom från Italien 1348 och snabbt spred sig uppför Rhônedalen och vidare ut över hela landet. Det har uppskattats att den franska befolkningen, som 1328 uppgick till 18–20 miljoner människor, 150 år senare reducerats med 40 % eller mer. Den följande, snabba demografiska och ekonomiska återhämtningen förtogs delvis av en ny serie konflikter: Först i Italien 1494–1559 där franska ansträngningar att öka sitt inflytande slutade med att det Habsburgska kejsardömet stärkte sina positioner.

## Ancien Régime

### Renässansen

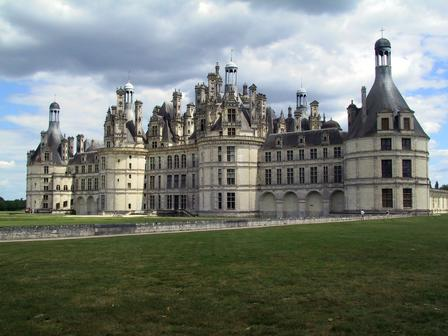
Slottet i Chambord, 1519‑1539

Då Frans I intog tronen 1515 var hans huvudsakliga motståndare i Europa Karl V, vars besittningar hotade Frankrike. Rivaliteten mellan de två härskarna och deras tronarvingar, som skulle komma att uppta större delen av 1500-talet, ledde bland annat till oheliga allianser som den mellan katoliken Frans I och den osmanske sultanen Süleyman I eller allianserna med protestantiska tyska prinsar för att gå bakom ryggen på den inte mindre katolske Karl V. Båda lägren sökte också liera sig med Henrik VIII av England som brutit med påven för att kunna gifta om sig.
Den moderna perioden börjar med renässansen – den filosofiska och konstnärliga rörelse som, med hjälp av boktryckarkonsten, fick mycket stor spridning. Effekten blev att humanismens bild av människan i centrum av skapelsen blev dominerande och att kyrkans inflytande minskade. Politiskt tog detta sig i uttryck i den protestantiska reformationen och därpå följande katolska motreformationen. Relationerna mellan de europeiska stater började också struktureras: Medeltidens slut innebar att ambassader permanent upprättades på många håll.
Renässansens kulturella uttryck nådde Frankrike via Italien, som en bieffekt av de italienska krigen vilka inletts av Karl VIII och fortsatts av hans efterträdare Ludvig XII och framför allt Frans I som bland annat hade med sig Leonardo da Vinci hem från Italien. Det är också under denna period som slotten i Loiredalen uppförs av vilka slottet Chambord är det mest kända. Dessutom sker många tekniska framsteg vilka gav produktionen ett rejält uppsving och resulterade i den europeiska civilisationens expansion. Upptäckten av Amerika 1492 och reformsträvandena som kom med Martin Luther och Jean Calvin gjorde att det medeltida samhället rämnade.
Under Frans I:s period (1515–1547) ägde gjordes domstolsväsendet enhetligt och infördes jordskatt, La Taille. Dessa två reformer centraliserade och effektiviserade förvaltningen samt gav kronan tillräckliga inkomster att försörja ett fast armé. Frans införde också franskan som Frankrikes officiella språk istället för latin och krävde av prästerna att de förde register över alla människor som föddes.

### Religionskrigen
Huvudartikel: Hugenottkrigen

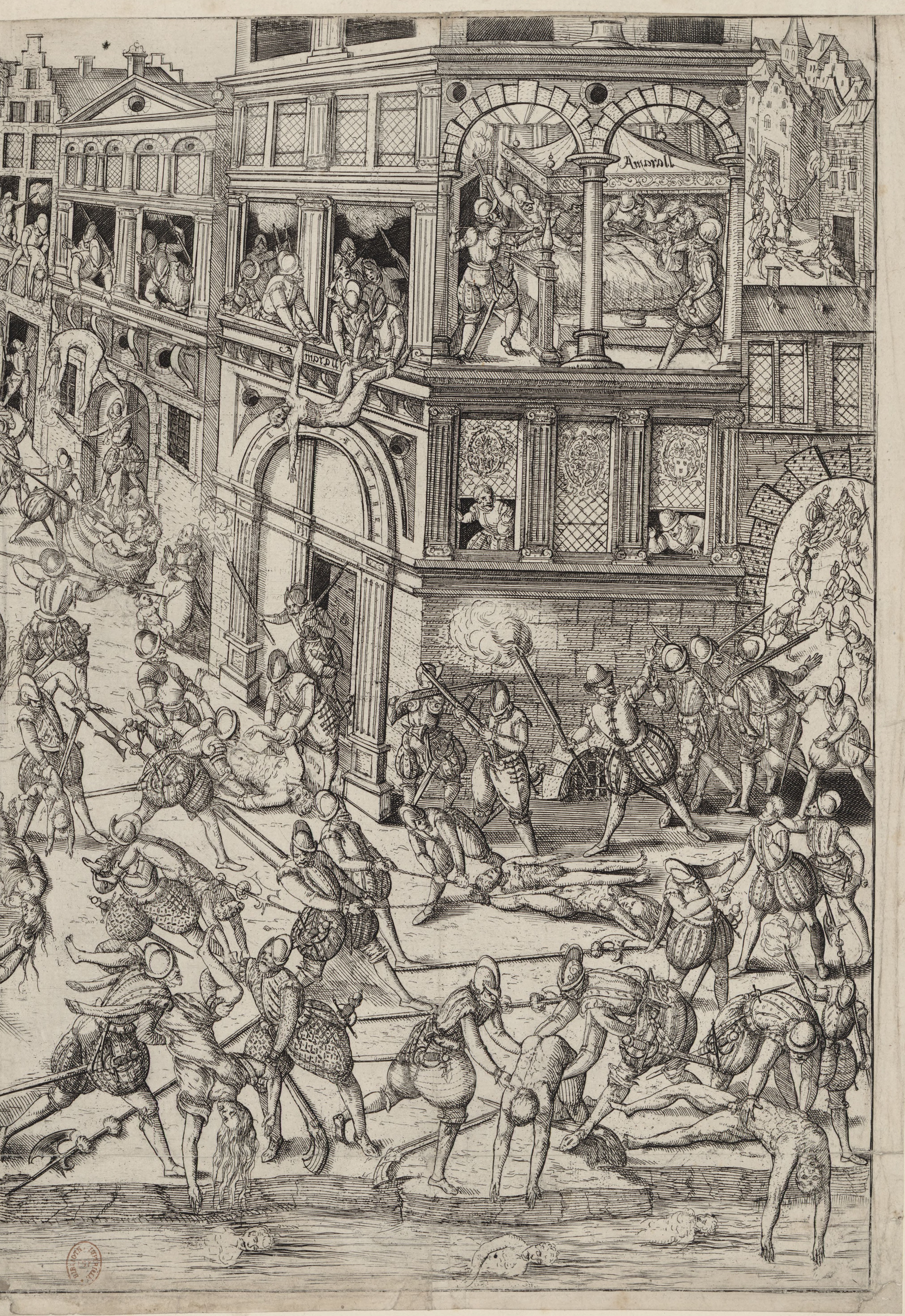
Scen från Bartolomeinatten, efter samtida gravyr.

Krigen i Italien hade knappt tagit slut innan inhemska konflikter med dramatiska konsekvenser utbröt. Trots en överenskommelse mellan Frankrike och påvedömet, Concordat av Bologna, 1516 som gav den franska kronan dittills oöverträffad makt i icke-kyrkliga frågor, drabbades Frankrike hårt av den våldsamma konflikten mellan den protestantiska reformationens försök att bryta den katolska hegemonin i Europa och den därpå följande motreformationens allt hårdare motstånd. 
Den växande protestantiska minoriteten i de franska städerna, senare kallad hugenotter, drabbades av hårt förtryck under Henrik II:s och hans svaga söners, Frans II, Karl IX och Henrik III, styre. En katolsk motreaktion ledd av hertigarna av Guise ledde till hugenottkrigen, den serie av åtta religiösa krig mellan 1562 och 1598 som kulminerade i den så kallade Bartolomeinatten den 24 augusti 1572 då tusentals hugenotter massakrerades. Engelska, tyska och spanska styrkor deltog på båda sidor i konflikten.
Konflikten slutade med morden på Henrik av Guise 1588 och Henrik III 1589 samt med den protestantiske Henrik av Navarras trontillträde som Henrik IV, som blev den förste kungen av grenen Bourbon. Han konverterade till katolicismen 1593 (med de berömda orden: "Paris är väl värt en mässa."), blev accepterad av större delen av det katolska etablissemanget 1594 (om än inte av den ultra-katolska heliga ligan) och av påven 1595 och utfärdade 1598 en förordning, ediktet i Nantes, som garanterade religionsfrihet och medborgerliga rättigheter. Hans främste minister, finansministern Maximilien de Béthune, hertig av Sully, lyckades minska statsskulden samtidigt som han sänkte skatten och avskaffade många tullar inom landet; han stimulerade också ekonomin genom att initiera väg- och kanalbyggen.

### Den absoluta monarkin
Henrik IV mördades 1610, men den fred han skapade blev grunden för den tilltagande europeiska hegemoni som Frankrike fick under Ludvig XIII och dennes minister kardinal Richelieu som utformade den franska utrikespolitiska linjen under trettioåriga kriget 1618–1648 och som främst var riktad mot Spanien och den tyske kejsaren.
Efter att  1625–1628 ha slagit tillbaka en hugenottrevolt understödd av England, intervenerade Frankrike 1635 direkt i den stora europeiska konflikten då det protestantiska Sverige misslyckats med att utnyttja sina initiala framgångar i kriget. Både kungen och kardinalen avled men den westfaliska freden bekräftade den politiska och religiösa fragmenteringen av det tyska kejsardömet. Efter att ha krossat den kortlivade Katalanska republiken 1642 formaliserades genom fördraget i Pyrenéerna 1659 det franska övertagandet av det tidigare spanska området Roussillon.
Under Ludvig XIV:s regeringstid 1643–1715 var Frankrike den dominerande makten i Europa, en position som understöddes av Richelieus efterträdare kardinal Mazarins diplomati 1642–1661 och Colberts ekonomiska politik 1661–1683. Nya krig, 1667–1668 och 1672–1678 ledde till ytterligare territoriella förvärv (Artois och västra Flandern samt grevskapet Burgund som förlorats till det tyska kejsardömet 1482), men denna expansion skedde till priset av ett allt mer samlat motstånd från övriga makter i Europa. År 1688 övertog Vilhelm av Oranien de engelska, irländska och skotska kungatronerna, och 1689 inledde en antifransk koalition det sekel med konstanta strider i vilka Storbritannien, som till varje pris ville hålla Frankrike borta från Spanska Nederländerna (dagens Nederländerna och Belgien), skulle komma att spela en allt större roll.
Det långa och kostsamma kriget 1689–1697 gav bara Frankrike Haiti (som ett sekel senare gick förlorat i ett slavuppror) och i spanska tronföljdskriget 1701–1713 krossades Ludvig XIV:s drömmar om ett franskt-spanskt imperium i händerna på huset Bourbon. Dessa konflikter dränerade den franska kraften, då redan hårt ansatt av de katastrofala skördeåren 1690 och 1709 och det bristande stöd från hugenotter som upphävandet av ediktet i Nantes orsakat.
Ludvig XV:s regeringstid 1715–1774 innebar inledningsvis fred och en blomstringstid under Filip II:s, hertig av Orléans, regering 1715–1723 (La Régence). Filip II:s politiska linje övertogs av kardinal Fleury, som i praktiken fungerade som premiärminister 1726–1743, och krigen 1733–1735 och 1740–1748 mot kejsardömet i öst fördes i huvudsak utanför landets gränser. Alliansen med Habsburg 1756 ("den diplomatiska revolutionen") mot de allt mäktigare Storbritannien och Preussen ledde dock till mycket kostsamma förluster i sjuårskriget 1756–1763.
Precis före den franska revolutionen 1789 var Frankrike ännu ett bondesamhälle som styrdes av en enväldig monark och en aristokrati som var mycket bakåtsträvande, ett samhälle som brukar kallas l'ancien régime. Tortyr ansågs fortfarande vara ett fullt legitimt medel för att frammana erkännanden, och religionsfrihet saknades, även om protestantismen tolererades, men upplysningstidens idéer hade redan börjat tränga in i de bildade samhällsklasserna.

## Revolutionernas tid
Huvudartikel: Franska revolutionen, Revolutionernas Frankrike

### Franska revolutionen

Friheten på barrikaderna av Eugène Delacroix föreställer Julirevolutionen

Ludvig XVI:s regeringstid 1774–1792 innebar en temporär fransk återhämtning genom interventionerna 1778–1783 i det amerikanska frihetskriget mot Storbritannien, till stöd för de amerikanska kolonisterna. Men det gångna seklets många överambitiösa projekt och militära företag hade lett till kroniska finansproblem.
Den hopplösa ekonomiska situationen, det politiska missnöjet med det komplicerade system som garanterade adelns och prästernas privilegier, och bristen på alternativa vägar att uppnå förändring, ledde sammantaget till den franska revolutionen och den första republiken bildades den 21 september 1792. Trots att revolutionärerna förespråkade republik och jämlikhet återinfördes absolut styre och monarki vid fyra tillfällen efter den stora revolutionen.
- Den konstituerande församlingen
- Den lagstiftande församlingen
- Nationalkonventet
- Direktoriet
- Konsulatet

### Napoleon I
- Första kejsardömet: Napoleon I, Napoleonkrigen

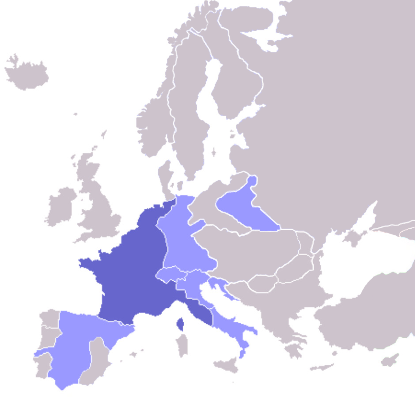
Frankrike under Napoleon I, 1811:
Frankrike
Satellitiserade länder

### Restaurationen
- Bourbonska restaurationen: Ludvig XVIII, Karl X

### Julimonarkin
- Julirevolutionen 1830:

Julimonarkin,
Ludvig Filip I

### Andra republiken
Huvudartikel: Andra republiken
Julimonarkin förlorade sitt borgerliga stöd och under februarirevolutionen 1848 tvingade en uppretad folkmassa kung Ludvig Filip I att abdikera. Den provisoriska regering som bildades utropade den andra republiken och till det val som hölls i maj samma år infördes allmän rösträtt för män. För att åtgärda den akuta arbetslösheten upprättades nationella verkstäder i Paris dock utan att lyckas frambringa meningsfull sysselsättning. Konflikten mellan republikaner och socialister ledde i juni till blodiga strider som slutade med att socialisterna krossades.
I presidentvalet i november 1848 röstade en konflikttrött fransk befolkning på vad de uppfattade som en garant för ordning: Napoleon I:s dittills tämligen okände brorson Louis-Napoléon Bonaparte. Denne Napoleon lyckades under sina tre år som president utmanövrera, först republikanerna och sedan monarkisterna, och hans maktkupp i början av december slutade med att han fick folkets fortsatta förtroende i en folkomröstning 20 december 1851.

### Andra kejsardömet
- Andra kejsardömet, Napoleon III
- Fransk-tyska kriget, Pariskommunen 1870

## Tredje republiken
Efter det fransk-tyska kriget 1870 utropades den tredje republiken och den kom att vara till det militära nederlaget 1940.

### La Belle Époque
Den tredje republikens höjdpunkt är la belle époque, den period då skönhet, uppfinningar och fred gjorde livet lättare för alla samhällsklasser, kulturen blomstrade – filmen föddes och konsten fick en ny inriktning med impressionismen och jugend. Perioden slutade tvärt då första världskriget bröt ut.

### Första världskriget
Första världskriget 1914–1918 innebar stora franska förluster både vad gäller människoliv och resurser. 

### Mellankrigstiden
Mellankrigstiden
Efter kriget skapade Frankrike Maginotlinjen, ett avancerat befästningssystem längs den tyska gränsen och understödde bildande av allianser som lilla ententen för att motverka Tysklands tilltagande militära styrka.

## Andra världskriget
24 juni 1940 kapitulerade Frankrike för Nazityskland. Nazityskland ockuperade tre femtedelar av landet medan återstoden administrerades av Vichyregimen från 10 juli 1940 under ledning av Philippe Pétain. Regimens samarbete med nazisterna innebar att man mot samtycke till att landet plundrades och fransmän skickades till tvångsarbete i Tyskland erhöll ett visst mått av suveränitet. Den tyska ockupationen var dock mycket kostsam eftersom Nazityskland beslagtog hälften av Frankrikes statsinkomster. De som vägrade samarbeta med Nazityskland bildade den franska motståndsrörelsen i det ockuperade Frankrike och de fria franska styrkorna i Storbritannien. 
Efter fyra års ockupation kunde de allierade befria Frankrike. Paris befriades 25 augusti 1944 och 10 september 1944 bildade Charles de Gaulle en provisorisk regering i Paris.

## Fjärde republiken
Efter andra världskriget stod Frankrike inför en rad nya problem. Efter en kortare period med en provisorisk regering utropades den 13 oktober 1946 en ny författning, den fjärde republiken. De instabila koalitionerna i parlamentet och svårigheterna att hantera krigen i Indokina och Algeriet ledde emellertid till ständiga regeringskriser. Frankrike drog sig ur Indokina 1954.

## Femte republiken
I maj 1958 ledde en militärrevolt i Algeriet till regeringens fall och på presidenten René Cotys uppmaning bildade då de Gaulle en ny regering för att förhindra ett inbördeskrig. Efter att ha skapat en ny författning som avsevärt stärkte presidentens position valdes de Gaulle till den femte republikens president i december samma år.
Sju år efter bildandet av den femte republiken genomfördes det första franska presidentvalet genom direkt val under 1900-talet, ett val som de Gaulle vann med 55 % av rösterna mot vänsterns kandidat François Mitterrand.
Under den efterföljande tiden växte missnöjet med de Gaulles utrikespolitik och den gaullistiska patriarkala samhällssynen vilket ledde till studentrevolten i maj 1968 med dess krav på större sexuell frigörelse och ett slut på Vietnamkriget. Samtidigt utbröt en storstrejk och de Gaulle förlorade temporärt kontrollen över landet och tvingades vid ett tillfälle bege sig till Baden-Baden för att försäkra sig om arméns stöd om det skulle bli nödvändigt för att upprätthålla ordningen. Valen i juni 1968 innebar en gaullistisk majoritet i parlamentet men händelser under 1968 innebar ändå en viktig omorientering av det franska samhället med större frihet för individen och mindre social kontroll, både på arbetsplatserna och i privatlivet.
de Gaulle avgick i april 1969 efter att ha lidit nederlag i en folkomröstning om ökat regionalt självstyre. de Gaulle efterträddes av 
- Georges Pompidou 1969–1974
- Valéry Giscard d'Estaing, 1974–1981
- François Mitterrand, 1981–1995
- Jacques Chirac, 1995–2007
- Nicolas Sarkozy, 2007–2012
- François Hollande, 2012–2017
- Emmanuel Macron, 2017–

Frankrikes ledare är fortfarande måna om vårda landets historia och oberoende, men har alltmer kommit att knyta Frankrikes utveckling till EU. Mitterrands presidenttid innebar en fokusering på den europeiska integrationen och med liten marginal godkände landets medborgare Maastrichtavtalet 1992.
Jacques Chirac tillträdde som president den  17 maj 1995 efter att ha drivit en valkampanj som fokuserade på den kroniskt höga arbetslösheten. Kort därefter kom inrikespolitiken istället att handla om den åtstramning och de ekonomiska reformer som krävdes för att Frankrike skulle uppfylla Maastrichtavtalets konvergenskrav för medlemskap i EMU. Strejkerna i slutet av 1995, föranledda av den förda politiken, var de mest omfattande på åtminstone ett decennium.
Utrikespolitiskt hamnade Chirac snabbt i blåsväder efter att ha genomfört kärnvapenprov i Stilla havet men har därefter vid flera tillfällen sänt fredsbevarande styrkor till olika delar av världen och understött Daytonavtalet som undertecknades i Paris 1995. NATO och EU har länge haft ett mycket starkt stöd i Frankrike.
Socialisten François Hollande tog i maj 2012 över som Frankrikes president efter Nicolas Sarkozy. Hans konservativa företrädare Sarkozy kom till makten 2007 efter Chirac.
President  François Hollande blev 2017 den första president under den femte republiken som inte ställde upp för återval.
I maj 2017  segrade  den 39-årige obundna mittenpolitikern Emmanuel Macron i presidentvalet och han blev Frankrikes nya president.  Hans motkandidat i valet var högerpopulisten Marine Le Pen. I juni 2017  president Emmanuel Macrons parti fick egen majoritet medan socialistpartiet närmast försvann. Macrons nya parti  La République En Marche, LREM,  fick 308 av de 577 platserna i parlamentet. Socialistiska partiet (PS) led ett historiskt nederlag, med bara 29 platser mot 280 under förra mandatperioden.
Emmanuel Macron tog en klar seger i Frankrikes presidentval 2022. Macron var den första franska presidenten på 20 år att bli återvald. 
Sedan 2010-talet har Frankrike varit hårt drabbat av terrorattentat.Frankrike var även det land som hade flest så kallade IS-resenärer under åren 2011-2016.

## Källhänvisningar
1. ↑  Tim Jones (17 december 2009). ”Lithic Assemblage Dated to 1.57 Million Years Found at Lézignan-la-Cébe, Southern France” (på engelska). Anthropology.net. Arkiverad från originalet den 24 september 2015. https://web.archive.org/web/20150924113011/http://anthropology.net/2009/12/16/lithic-assemblage-dated-to-1-57-million-years-found-at-lezignan-la-cebe-southern-france/. Läst 26 september 2019.
2. ↑  ”Sarkozy lämnade över till Hollande” (på svenska). svenska.yle.fi. https://svenska.yle.fi/artikel/2012/05/15/sarkozy-lamnade-over-till-hollande. Läst 4 oktober 2021.
3. ↑  ”v”. https://www.svt.se/nyheter/utrikes/hollande-staller-inte-upp-i-. Läst https://www.svt.se/nyheter/utrikes/hollande-staller-inte-upp-i-.
4. ↑  ”Emmanuel Macron segrade - Frankrike har en ny president” (på svenska). svenska.yle.fi. https://svenska.yle.fi/artikel/2017/05/07/emmanuel-macron-segrade-frankrike-har-en-ny-president. Läst 30 september 2021.
5. ↑  Åkerlund, Caroline (19 juni 2017). ”Tuff match väntar Macron”. Dagens industri. https://www.di.se/nyheter/tuff-match-vantar-macron/. Läst 30 september 2021.
6. ↑  ”Macron tog en klar seger i ett splittrat Frankrike”. svenska.yle.fi. https://svenska.yle.fi/a/7-10015760. Läst 6 maj 2022.
7. ↑  Nyheter, S. V. T. (19 oktober 2020). ”Därför drabbas Frankrike av terror igen”. SVT Nyheter. https://www.svt.se/nyheter/utrikes/darfor-drabbas-frankrike-av-terror-igen. Läst 17 oktober 2024.